# Saint-Denis-des-Puits
Saint-Denis-des-Puits település Franciaországban, Eure-et-Loir megyében. Lakosainak száma 150 fő (2022. január 1.). Saint-Denis-des-Puits Fruncé, Le Thieulin, Villebon és Les Corvées-les-Yys községekkel határos.

## Népesség
A település népessége az elmúlt években az alábbi módon változott:
| Lakosok száma | 114  | 69   | 81   | 118  | 145  | 141  | 139  | 140  | 143  | 150  |
|               | 1968 | 1982 | 1990 | 2006 | 2013 | 2015 | 2017 | 2019 | 2020 | 2022 |